# Thyridanthrax delgerensis
Thyridanthrax delgerensis är en tvåvingeart som beskrevs av Zaitzev 1976. Thyridanthrax delgerensis ingår i släktet Thyridanthrax och familjen svävflugor.
Artens utbredningsområde är Mongoliet. Inga underarter finns listade i Catalogue of Life.